# Intolerable Acts
Intolerable Acts eller Coercive Acts, ungefär "outhärdliga lagarna" respektive "tvångslagarna" var kolonisternas benämning på en serie om fem strafflagar som brittiska parlamentet införde år 1774 efter "tebjudningen i Boston". Lagarna innebar bland annat att hamnen i Boston skulle stängas tills det Brittiska Ostindiska kompaniet hade fått ersättning för sitt förstörda te och tills ordningen var återställd. Lagarna var starkt bidragande till kolonisternas uppslutning till amerikanska frihetskriget, som utbröt 1775.